# Долина краљева
Долина краљева (арап. وادي الملوك;‎ Wādī al Mulūk; коптски: džēme), позната и као Долина капија краљева (арап. وادي ابواب المملوك; Wādī Abwāb al Mulūk), је долина у Египту где су се скоро 500 година од 16. до 11. века пре нове ере уклесивале гробнице за фараоне и имућне племиће током Новог царства (од осамнаесте династије до двадесете династије).
Долина се налази на западној обали Нила, насупрот древној Теби (данашњем Луксору) у самом срцу Тебанске некрополе. Овај вади се састоји од две долине: Источне долине (у којој је већина краљевских гробница) и Западне долине.
Будући да је 2005. године откривена нова одаја, а 2008 још два улаза у гробнице, данас се зна за укупно 63 гробнице и одаја различитих величина: КВ54 је обична јама, док је КВ5 комплекс са преко 120 одаја. Ово место је била краљрвска некропола током древног Египта, али је овде сахрањено и неколико привилегованих племића. Краљевске гробнице су декорисане са приказима из египатске митологије и истраживачима нуде јединствен увид у веровања и погребно праксе овог периода. Ипак, већина гробница је опљачкана још у античком периоду, али и даље указују на некадашњу моћ и утицај фараона.
У Долини краљева се врше археолошка и египтолошка истраживања још од краја 18. века. Долина је постала позната почетком 20. века када је откривена Тутанкамовнова гробница (КВ62) која је била потпуно очувана и пуна блага. Популаризацији је помогла и прича о наводном проклетству фараона и због свега овога је један од најпопуларнијих археолошких локалитета на свету. Долина је 1979. године проглашена за Светску баштину заједно са остатком Тебанске некрополе. И данас се спроводе истраживања, ископавања и конзервацијски радови у долини, али је она отворена за јавност и отворен је туристички центар у њој.

## Геологија
Долина је сачињена од гутсог кречњака и других седиментних стена (који формирају литице долине и оближњег Деир ел Бахрија) и меког лапорца. Седиментне стене су депонована пре 35-56 милиона година када је претходник Средоземног мора имао много виши ниво. Током Плеистоцена долину су из платоа удубиле константне кише. Данас нема много кише у овом делу Египта, али се догоде изненадне поплаве у долини које унесу тоне шута у отворене гробнице.
Градитељи су током Новог царства искористили постојеће геолошке одлике како би направили гробнице. Неке од њих су ископане у постојећим литицама кречњака, друге иза падина од шкриљавца или на крајевима каменог гребена канала које су направиле поплаве.
Настајали су бројни проблеми током прављењем гробница. Ово се види у гробницама фараона Размеса III и његовог оца Сетната. Сетнат је почео изградњу своје гробнице, КВ11, али су радници током ископавања пробили у гробницу Аменмеса тако да су радови морали да буду обустављени, а Сетнат је искористио гробницу Твосрета, КВ14. Када је Рамзес III почео да подиже своју гробницу, он је наставио са радовима које је Сетнат обуставио. Рамзес II је такође имао проблеме и његова гробница је имала савијену осу вероватно због лошег квалитета стене у коју се уклесивала.
Крајем 20. и почетком 21. века су спроведена истраживања георадаром која су показала неколико аномалија у долини, а испоставило се да је једна од њих била гробница КВ63.

### Хидрологија
У области Тебанских брда повремено дође до јаких олуја које изазивају поплаве у долини. Новије студије су показале да постоји барем седан активних путева поплаве који воде кроз централну област долине. Докази показују да је ова централна област била поплављена крајем осамнаесте династије, јер је неколико гробница било закопано испод пар метара шута. Гробнице КВ63, КВ62 и КВ55 су уклесане у основну стену вадија, тако да је ниво долине у то време био пет метара нижи него данас. Ова гробнице су након поплаве биле заборављене све док нису биле поново откривене у 20. веку.

## Историја
Тебанске планине имају специфичан врх ал Кур, који су древни Египћани звали та дехент, односно Врх. Врх је специфичан зато што је пирамидног облика и многи истраживачи верују да је ово место одабрано зато што врх подсећа на пирамиде које су фараони подизали током Старог царства, хиљадама година пре него што су фараони Новог царства подизали гробнице у Долини. Осим тога, локација је била погодна зато што је била изолована, а и постојали су полицајци позната као меџаји која је чували гробнице.
Иако су фараонски пирамидни комплекси попут оних у Гизи постали симбол древног Египта, већина гробница је уклесивана у стену. Чак и већина пирамида и мастаба имају делове који су усечени у земљу, а гробнице у целости уклесане у стену постоје још од Старог царства.
Након пораза Хикса и поновног уједињења Египта под владавином Ахмосеа I, Тебански владари су почели да подижу комплексне гробнице како би огледале њихову новостечену моћ. Ипак, гробнице Архосеа и његовог сина Аменхотепа I се вероватно налазе у некрополи седамнаесте династије Дра Абу ел Нага (тачна локација није позната). Прве краљевске гробнице у Долини краљрва припадају Аменхотепу I (иако неки оспоравају ово) и Тутмосу I чији је саветник, Инени, забележио у својој гробници да је посаветовао фараона да подигне своју гробницу у изолованој долини. Ипак, није сигурно која је гробница припадала Аменхотепу, али се вероватно ради о КВ20 или КВ38.
Долина је коришћена за сахране од 1539. до 1075. године пре нове ере. У њој се налази 63 горбница, почевши од Тутмоса I све до Рамзеса X или Рамзеса XI, иако су људи након овог периода наставили да се сахрањују овде у узурпираним гробницама.
Иако се назива Долина краљева у њој се не налазе само гробнице краљева, већ и племића, као и неколико краљица и деце племића и фараона. Од укупно 63 познатих гробница, само 20-ак су биле краљевске. Отприлике за време владавине Рамзеса I (око 1301. п. н. е.) започети су радови у одвојеној Долини краљица где су се сахрањивале краљице, принчеви, принцезе и племићи.

### Краљевска некропола
Древни Египћани су долину називали Та-секхет-ма'ат, односно Велико поље. Пун назив Долине краљева је био Велика и величанствена некропола милиона година фараона, живота, снаге, здравља западно од Тебе:.
| G41 | G1 | Aa1 · D21 | O1 | O29 · Y1 | A50 | s | Z4 · Y1 | G7 | N35 | C11 | Z2 · N35 | M4 | M4 | M4 | t · Z2 · N35 | O29 · O1 · O1 | G7 | S34 | U28 | s | D2 · Z1 | R14 | t · t | N23 · Z1 · N35 | R19 | t · O49 | G7 |

Почетком осамнаесте династије само фараони су се сахрањивали у великим гробницама у долини. Када се неко ко није био краљевског порекла сахрањивао, то би се радило у малој просторији уклесаној у камен близу гробнице његовог господара. Гробница Аменхотепа III је подигнута у западној долини, а његов син Ехнатон је покушао да премести краљевску некрополу у Амарну, али ово није заживело. Његова религијска реформа није заживела и последњи фараони осамнаесте династије, Тутанкамон, Ај и Хоремхеб су се сахранили у Долини краљева.
Током деветнаесте и двадесете династије се повећа број сахрана у Долини краљева и Долини краљица, а Рамзес II и Рамзес III подижу гробне гробнице у којима су сахрањени њихови синови (КВ5 и КВ3). Неки фараони нису били сахрањени у долини или њихова гробница још није откривена: Тутмос II је можда сахрањен у некрополи Дра Абу ел Нага (али је његова мумија пронађена заједно са осталим краљевским мумијама у гробници у близини Деир ел Бахри комплекса), Сменкхареова гробница никада није пронађена, а и Рамзес VIII је вероватно био сахрањен на неком другом месту.
Током Старог царства су се уз краљевску гробницу подизали и погребни храмови, али пошто је требало да гробнице у Долини краљева буду скривене, ови храмови су подизани на другом месту. Ове храмове су посећивале процесије током бројних фестивала који су се одржавали у Тебанској некрополи. Најпознатији овакав фестивал је свакако Лепи фестивал долине.
Гробнице су подизали и украшавали радници који су живели у оближњем селу Деир ел Медина које се налазило у малом вадију између Долине краљева и Долине краљица, насупрот Теби. Радници су ишли у долину разним путевима кроз Тебанска брда. Њихов свакодневни живот је познат зато што су подизали гробнице за себе и бележили о животима у њима, а оставили су и бројна документа. Радници су били угледни мајстори и забележено је да су организовали први штрајк у историји.

## Истраживање долине
Област Долине краљева је у фокусу египтолошких истраживања већ два века, али ово место је привлачило пажњу одувек и још су током Римског периода туристи долазили да га разгледају. Долина због своје дуге историје истраживања савршено илуструје и како се истраживање древног Египта променило током година, јер су је још антиквари посећивали како би сакупили артефакте за колекције. Долина се од тада па до данас када се врше ископавања целе Тебанске некрополе константно истражује.
У многим гробницама се налазе графити које су оставили људи који су их посетили током антике. У гробницама у долини се налази више од 2.100 графита на старогрчком, латинском, феничанском, ликијском, коптском и још неколико других језика. Већина, мало мање од хиљаду, се налази у гробници КВ9, а најранији примерак је из 278. године пре нове ере.
Током Наполеонове инвазије на Египат, 1799. године, истраживачи су нацртали мапе и планове познатих гробница. Публикација Опис Египта која је настала као резултат истраживања садржи чак два тома (од укупно 24) која се баве околином Тебе.
Европљани су наставили да истражују околину Тебе током 19. века, а ова истраживања су постала много интензивнија након што је Шамполион дешифровао хијероглифе. Почетком овог века Ђовани Батиста Белцони је посетио ово место и открио је гробнице Аја, Сетија I, Рамзеса I и Рамзеса IX. Крајем своје посете, Белцони је изјавио да су све велике гробнице пронађене и да нема више ништа што се може пронаћи у долини. Током истог овог периода Долину краљева истражује и Бернардино Дровети, Француски конзул-генерал.
Када је Гастон Масперо поново постао управник Сервиса египатских антиквитета, природа истраживања долине се променила. Масперо је запослио енглеског археолога Хауарда Картера као главног истраживача Горњег Египта и Картер је открио неколико нових гробница и истражио неколико постојећих као што су КВ42 и КВ20.
Почетком 20. века, амерички истраживач Теодор М. Дејвис је добио дозволу да врши ископавања у долини. Његов тим је открио неколико краљевских и не-краљевских гробница (укључујући КВ43, КВ46 и КВ57). Екипа је пронашла неколико предмета за које су сматрали да су остаци из Тутанкамонове гробнице и изјавили су да је долина у потпуности истражена и да се неће пронаћи никакви други укопи. Дејвисова књига из 1912. године Гробнице Хармхабија и Тутанкамуна (енг. The Tombs of Harmhabi and Touatânkhamanou) се завршава реченицом "бојим се да је Долина Краљева сада испражњена".
Након што је Дејвис преминуо 1915. године, гроф Карнарвона је добио дозволу да настави са истраживањима у долини и запослио је Хауарда Картера да настави са ископавањима. Након систематске потраге, Картеров тим је успео да открије Тутанкамонову гробницу (КВ62) у новембру 1922. године што ће постати најсензационалније откриће у историји египтологије.
Бројна друга истраживања и радови који су допринели развоју знања о долини су рађени током 20. века. Почетком 21. века 2001. године Пројекат мапирања Тебе је дизајнирао натписе за гробнице и спремио информације и планове о гробницама које су отворене за јавност.

## Развој гробница

### Архитектура
Уобичајени план гробнице се састоји од дугог ходника који се спушта кроз једну или две просторије (што можда имитира спуштање бога Сунца у подземље) у погребну просторију у којој је био саркофаг. У ранијим гробница се ходници окрећу за 90 степени барем једном и ранији примерци су имали погребну просторију у облику картуше (као у гробници Тутмоса IV). Ова основа је позната као савијена оса. Након сахране, горњи ходници су били затрпани и улаз у гробницу је био сакривен. Облик се постепено мењао и након Амарна периода, основа је почела да постаје права (гробница Хоремхеба је пример овога и понекад је отворена за јавност) да би на крају током деветнаесте и двадесете династије биле потпуно равне. Како је основа постајала све више права заједно са овим се и степен спуштања смањивао. Падина у гробници је скоро нестала током касне двадесете династије. Још једна ствар која је честа за већину гробница је бунар који се налазио у њима и можда је првобитно додат како би заштитио доње делове гробнице од поплаве. Међутим, изгледа да је временом добио "магијску" улогу. Крајем двадесете династије има примерака гробница у којима бунар није ископан, али и даље се подизала просторија за бунар.

### Декорација
Већина краљевских гробница ја била декорисана религијским текстовима и сликама. Најраније гробнице су биле декорисане призорима из Амудуата (онога што је у подземљу), који описују путовање бога Сунца током 12 сати ноћи. Од владавине Хоремхеба гробнице се декоришу призорима из Књиге капија и приказан је бог Сунца који пролази кроз 12 капија које деле време ноћи и осигурава да ће власник гробнице безбедно проћи кроз ноћно време. Ове ране краљевске гробнице су биле богато декорисане, а оне које су припадале осталим људима нису имале никакву декорацију.
Током касне деветнаесте династије Књига пећина, која дели подземље у масивне пећине у којима су богови и приповеда да покојник чека да бог Сунца прође и врати га у живот, се осликавала у горњим деловима гробнице. Пуна верзија ове приче је осликана у гробници Рамзеса VI. У гробници Рамзеса III се налази осликана Књига Земље у којој се подземље дели у четири дела и Нун извлачи Сунчев диск.
Плафон гробница се од Сетија I надаље осликава призорима који ће постати Књига небеса која такође описује путовање Сунца кроз 12 сати ноћи. Од Сетијеве владавине па надаље се јавља и Молитва Реу, дуга света песма која позива бога Сунца да се појави.

### Предмети
Свака гробница је у себи имала ствари који ће покојнику омогућити удобан загробни живот. Осим свакодневних предмета, у гробницама су се налазили и предмети за магијске ритуале попут Шабти фигурина. Неки предмети су направљени посебно за погребну употребу, али неке је фараон користио током живота као на пример Тутанкамонове сандале које су пронађене у његовој гробници.

### Ознаке гробница
Модерни бројеве гробница чине слова "КВ" које су скраћеница за Долине краљева (енгл. Kings' Valley) и бројеви који се додељују како се која гробница открије. Тако КВ1, гробница Рамзеса VII, прва која је откривена и зато носи број 1, а последња је КВ64 која је откривена 2012. године. Од почетка 19. века, антиквари и археолози су чистили и бележили шта су проналазили у гробницама и до почетка 20. века се већ знало за 61 гробницу. Међутим, КВ5 је поново откривена 1990-их година јер су је претходни истраживачи одбацили као небитну.[58] Гробнице у Западној долини имају као ознаку "WV" (енгл. West Valley), али исте бројеве. Нису све гробнице коришћене за сахрањивање: неке нису биле коришћене, другима се не може одредити власник, а неке су служиле само за складиштење.

### Осамнаеста династија
Гробнице из осамнаесте династије се доста разликују по стилу, декорацији и локацији. Изгледа да у почетку није било фиксног плана кога су се архитекте придржавале. Гробница Хатшепсут, КВ20, има јединствен облик, јер се уврће и окреће надоле више од 200 m од улаза, а просторија са саркофагом се налази чак 97 m испод површине земље. Временом гробнице су постајале све више усклађене и формализовао се јединствен стил и гробнице Тутмоса III (КВ34) и Тутмоса IV (КВ43) су добри примери класичне гробнице из осамнаесте династије са својим савијеним осама и једноставном декорацијом.
Гробница Аменхотепа III која се налази у Западној долини је можда најлепша гробница из овог периода. Њу је поново истраживао јапански тим са Универзитета Васеда током 1990-их, али данас није отворена за посетиоце.
У овом периоду су моћни и утицајни племићи почели да се сахрањују заједно са краљевском породицом у Долини краљева. Најпознатија заједничка гробница је КВ46 у којој су сахрањени Јуја и Тјују. Могуће је да су они били родитељи краљице Тије. Све до открића Тутанкамонове гробнице ово је била најбоље очувана гробница која је откривена у долини.

#### Амарна период
Када се краљевска некропола поново вратила у Тебу из Амарне, појавио се нови стил у облику гробница које су се постајале све више праве. У Западној долини се налази гробница за коју се сматра да је била намењена Ехнатону, али она није завршена због његове религијске реформе и премештања главног града у Амарну. Уклесан је само улаз и неколико степеница. Близу ове гробнице се налази гробница Аја, Тутанкамоновог наследника. Верује се да је она била намењена Тутанкамону када је започета градња, али да ју је преузео Ај и да је Тутанкамон би био сахрањен у његовој гробници зато што је умро млад, пре него што је гробница завршена. Ово би значило да је КВ62 можда била Ајова гробница што би било логично, јер она има чудан облик и превише је мала за краљевску гробницу. Друге гробнице које припадају "Амарна периоду" се налазе у мањем, централном делу Источне долине.
Једно од најпознатијих открића у историји археологије је свакако било откриће Тутанкамонове гробнице. Њу је открио Хауард Картер 4. новембра 1922. године, а њено истраживање и конзервирање је трајало наредних десет година до 1932. године. Тутанкамонова гробница је била једина гробница у Долини краљева која је откривена готово нетакнута и све до открића гробнице КВ63 10. марта 2005. године се сматрала последњим великим откриће у долини. Гробница је била пуна блага, а будући да Тутанкамон није био посебно битан фараон и умро је млад, може се само замислити колико је блага било присутно у осталим краљевским гробницама које су одавно опљачкане.
У истој централној области где се налазе гробнице КВ62, КВ63 и КВ64, георадар је у јулу 2006. године детектовао аномалију за коју се сматра да је можда гробница или одаја. Међутим, ово није званично потврђено и постојање те гробнице није уважило Врховно веће антиквитета.
Гробница Ајовог наследника, Хоремхеба, се само повремено отвара за јавност. Међутим, она има многе јединствене карактеристике и екстензивно је декорисана. Декорација гробнице приказује прелаз из гробница пост-Амарне ка гробницама деветнаесте династије.

### Деветнаеста династија
Током деветнаесте династије гробнице се све више стандардизују и декоришу. Гробница првог фараона ове династије, Рамзеса I, је ужурбано завршена због смрти фараона и зато није добар пример. Међутим, она ипак има живописну декорацију и очуван је фараонов саркофаг. Због локације, ово је гробница која се често посећује и осликава развој улаза, ходника и декорације.
КВ17, гробница његовог сина и наследника Сетија I (позната и као Белцонијева гробница по истраживачу који ју је открио или као гробница Аписа), се сматра једном од најбољих гробница у долини. Има екстензиван рељеф и одлично очуване слике. Када ју је Белцони открио 1817. године своје откриће је називао ..срећним даном...
Сетијев син, Рамзес велики, је подигао огромну гробницу, али она није добро очувана. Истраживачи из Француске и Египта су радили на конзервацији, а радовима је руководио Кристијан Лебланк.
Док је подизао своју гробницу, КВ7, Рамзес II је наредио да се продужи мања гробница (КВ5) која је припадала непознатом племићу из осамнаесте династије како би у њој сахранио своје синове. Када је завршена, гробница је укупно имала 120 соба и сматра се највећом гробницом у долини, али је попут многих других оплачкана још у античком периоду. Гробница је такође лоше очувана, јер су је доста оштетиле поплаве које се повремено дешавају и током векова су нанеле тоне шута. На жалост, гробница тренутно није отворена за јавност. Међутим гробница његовог сина и наследника Мернептаха, КВ8, је отворена за јавност и једна је од најдужих гробница у долини будући да је дугачка чак 160 m и завршава се са погребном просторијом у којој је још увек очуван камени саркофаг фараона.
Сви каснији владари деветнаесте династије су своје гробнице конструисали на исти начин, јер су се дизајн и декорација стандардизовали.

### Двадесета династија
Први владар двадесете династије, Сетнат, је подигао две гробнице. Почео је да ископава гробницу, али је грешком прокопао зид и ушао у гробницу из деветнаесте династије која је припадала Твосрети. Због овога напушта радове на њој и подиже другу гробницу која је била дугачка 150 m, а ову напуштену гробницу ће после преправити и искористити његов син, Рамзес III. Гробница Рамзеса III, КВ11, је једна од највећиг гробница у долини и отворена је за јавност.
Наследници Рамзеса III су правили гробнице које су имале праву осу и све су имале сличну декорацију. Један од најпознатијих примера је КВ2, гробница Рамзеса IV, која у себи садржи велики број хијератских графита. Гробница нема већих оштећења и декорисана је приказима из неколико религијских текстова. Заједничка гробница Рамзеса V и Рамзеса VI, КВ9 (позната и као Мемнова гробница) је декорисана са разним религијским сценама, али у њој се налазе више од хиљаду графита на старогрчком, латинском и компстом што указује да су је људи посећивали још од античког периода. Земља која је ископана док су правили ову гробницу је нанета на место где се налазила КВ62, а касније је на том месту подигнута и кућа за раднике што ће заштитити Тутанкамонову гробницу од пљачкаша.
Још једна гробница коју су људи посећивали од античког периода је гробница Рамзеса IX и ово се зна, јер су Римљани и Копти исцртали графите по зидовима. Његова гробница се налази у централном делу долине, између гробница КВ5 и КВ55. Укупно је дугачка 105 m и има неколико помоћних просторија које нису биле декорисане. Истраживачи су дошли до закључка да нису биле декорисане ни завршене због Рамзесове изненадне смрти.
Још једна позната гробница је КВ19 која је припадала сину Рамзеса IX, Ментухеркепшефу. Гробница је мала, јер је направљена преправљањем недовршеног ходника, али је екстензивно декорисана. Након завршених конзерваторских радова, данас је отворена за посетиоце.

### Двадесетпрва династија и престанак сахрањивања
Крајем Новог царства Египат је упао у дуг период опадања политичке и економске силе. Тебански свештеници су постајали све моћнији и преузели су административну управу Горњег Египата док су краљеви владали Доњим Египтом из Таниса. Почетком двадесетпрве династије долина се посећивала и користила, а то указује и картуша коју је у гробницу КВ4 додао Тебански високи свештеник Амона, Пенђем I. Током овог периода Долина краљева се интензивно пљачкала и свештеници Амона су пренели већину мумија у три гробнице како би их заштитили. Већина блага која се налазила у гробницама је још у овом периоду опљачкана. Свештеници су касније скоро све мумије пренели у једну гробницу, ДБ320, која је била надомак погребног храма краљице Хатшепсут. Мумије у овој гробници су пронађене у хаотичном стању, јер су их свештеници стављали без редоследа и многе су завршиле у туђим саркофазима. Неке од краљевских мумија и даље нису идентификоване. Остатак мумија је био сакривен у гробници КВ35 која је припадала Аменхотепу II. Истраживачи су у овој гробници пронашли више од десет мумија од којих су многе биле краљевске.
Током трећег међупериода и касније у претходно отвореним гробницама су се сахрањивали обични људи. Копти су неке од гробница користили као цркве, штала и куће.

### Пљачке гробница
Скоро све гробнице у Долини краљева су биле опљачкане још у античком периоду. Неколикопапируса је пронађено који описују суђење пљачкашима гробница, а већина је из двадесете династије. Осим честих пљачки, током грађанског рата за време владавине Рамзеса XI свештеници су отворили гробнице и покупили све драгоцености, а мумије су преместили на две локације. Једна је била гробница Аменхотепа II у којој се налазило 6 мумија, а остатак је смештен у гробницу Аменхотепа I. Неколико година касније већина је премештена у Деир ел Бахри где је у једној гробници било смештено 40 краљевских мумија у својим саркофазима. Неке гробнице су остале безбедне током овог периода (КВ62, КВ63 и КВ46, иако су КВ62 и КВ46 већ биле опљачкане), јер се заборавило где су се налазиле.

## Туризам
Већина гробница није отворена за јавност (18 гробница се може посетити, али никада нису отворене у исто време), а често се због рестаурација затварају оне гробнице које се могу посетити. Због броја људи који посећују Тутанкамонову гробницу (КВ62) мора се платити одвојена карта како би се она видела. У Западној долини је отворена за посетиоце само гробница Аја и потребно је купити посебну карту како би се обишла. Туристички водичи не смеју да држе предавања у гробницама и од туриста се очекује да у тишини у низу прошетају кроз гробницу. Ово се ради како би се минимализовало оштећење декорација гробница што је честа појава са археолошким туризмом.
Број туриста који посећују Долину краљева (и сам Луксор) се смањио након што је 1997. године убијено 58 туриста у Деир ел Бахрију у терористичком нападу.
У просеку скоро сваког дана главну долину посети између 4.000 и 5.000 туриста. Западна долина се много ређе посећује, јер је само Ајова гробница отворена за јавност.